# Cinamon L. Hadley
Cinamon Lou Hadley (San Bernardino, 6 de novembro de 1969 – Salt Lake City, 6 de janeiro de 2018) foi uma estilista, figurinista e bailarina norte-americana, ícone da moda gótica dos Estados Unidos. 
Hadley foi a inspiração do quadrinista Mike Dringenberg para a criação da personagem Morte, da série de quadrinhos Sandman, de Neil Gaiman.

## Biografia
Cinamon era a filha mais velha do casal Greg e Patti Hadley. Seus irmãos mais novos são Ragetta Hadley-Plunkett, Grant e Lamarr Hadley. Aos 8 anos começou a fazer balé, atividade que ocupou boa parte de sua infância e adolescência, até o término do ensino médio. Sua mãe disse em uma entrevista que ela passava o dia inteiro fora dividindo seu tempo entre a escola e os ensaios de balé clássico. Tendo vivido nos palcos desde criança, ela logo se interessou pelo cenário do rock, em especial o gótico. Os cabelos, as maquiagens e as roupas eram diferentes do que ela já vira.
Por não ter dinheiro, Cinamon começou a criar suas próprias roupas e estilos de maquiagem e cabelo. Aos 18 anos, ela entrou definitivamente no cenário alternativo do gótico e do death rock. Tingiu os cabelos, delineou os olhos e começou a fumar. O cabelo foi inspirado em Patricia Morrison, da banda Sisters of Mercy. Sua primeira casa noturna foi o Palladium, onde conheceu a maioria de seus amigos e parceiros de trabalho.

## Sandman

A personagem "Morte" em destaque na capa de Action Comics #894 (2010)

Cinamon tinha 19 anos quando um amigo de Salt Lake City a abordou e perguntou se poderia usar uma foto sua como inspiração para uma personagem que ele estava desenhando. Este amigo era o quadrinista Mike Dringenberg, que vinha trabalhando com Neil Gaiman na produção da série de revistas em quadrinhos Sandman. Cinamon concordou em posar para Mike, mesmo sem entender muito de quadrinhos e sem imaginar o sucesso que a personagem que inspirou, Morte, faria.
Neil Gaiman explicou que a personagem Morte é a única cujo visual ele não criou; Neil tinha pensando na capa do álbum Chelsea Girl, de 1967, da cantora Nico em um primeiro momento. Mike Dringenberg, porém tinha um outro visual em mente e pensou em sua amiga de longa data de Salt Lake City, Cinamon. Morte fez sua estreia na revista Sandman #11 e Cinamon se surpreendeu ao ver seu rosto estampado nas páginas de Sandman. Morte está listada pela revista Empire como a 15ª maior personagem de quadrinhos de todos os tempos.

## Câncer
Em 10 de março de 2017, Cinamon descobriu um carcinoma neuroendócrino no cólon, um tipo muito raro de tumor. Sem condições de pagar pelo tratamento e sem plano de saúde, ela colocou um financiamento coletivo na internet para angariar os fundos necessários para custear o tratamento, tendo a ajuda de amigos e da família para limpar a casa e manter sua loja de body piercing.
O câncer entrou em remissão, mas dois meses depois, em uma ressonância magnética, descobriram que o tumor tinha entrado em metástase e se espalhado para o tórax e para o cérebro. Um segundo financiamento coletivo foi posto online para custear os tratamentos. Muito fraca devido aos tratamentos e com dor intensa, ela foi internada no LDS Hospital, em Salt Lake City.

## Morte
Cinamon morreu no hospital em 6 de janeiro de 2018, devido a complicações causadas pela metástase do tumor no cólon, aos 48 anos.